# César Dávila Andrade
César Dávila Andrade (Cuenca, 5 de octubre de 1918 - Caracas, 2 de mayo de 1967) fue un poeta, escritor y ensayista ecuatoriano, lejano descendiente del general José María Córdova; héroe de la independencia, fue uno de los escritores ecuatorianos más representativos, y señalado como el mayor representante del relato breve ecuatoriano. Su obra se cataloga en las corrientes literarias neorromántica y neosurrealista.
Proveniente de una familia de bajos recursos, no consiguió acabar en su Ecuador natal sus estudios reglados. Después de un fugaz paso por Guayaquil, se trasladó a Quito en 1951 y allí ensayó diversas ocupaciones hasta que finalmente emigró a Venezuela junto a su esposa Isabel Córdova, radicándose en Caracas, ciudad en la que trabajó de periodista hasta su suicidio.
También era conocido como El Fakir tanto por su aspecto físico como por sus intereses sobre temas místicos y esotéricos.
En la obra del autor destacan sus poemas, aunque también escribió novelas cortas, cuentos, ensayos y numerosos artículos periodísticos.

## Biografía

### Infancia y juventud
El poeta era hijo de un empleado público y un ama de casa que cosía para ayudar a sostener económicamente a la familia. No provenía de una familia de artistas, pero tanto un tío como un primo del autor eran escritores. Cursó la primaria en la escuela de los Hermanos Cristianos. Después se matriculó en el Normal "Manuel J. Calle" donde aprobó hasta el segundo curso. También estudió un año en la Academia de Bellas Artes.
Durante esa etapa empezó a escribir poesías como simple pasatiempo. Su tío César Dávila Córdova era poeta y crítico y un primo hermano Alberto Andrade Arízaga era famoso en el periodismo azuayo por sus magistrales escritos que firmaba con el pseudónimo de Brummel. A este primo dedicaría en 1934 su primer poema conocido "La vida es Vapor", donde se nota el precoz uso de términos surrealistas. Para ayudar al mantenimiento de la casa ingresó de amanuense en 1936 a la Corte Superior de Justicia, con un sueldo bajísimo, que entregaba a su madre diciendo "ahora sí estoy feliz, porque ya no tengo medio en el bolsillo", aunque después le solicitaba préstamos para comprar cigarrillos de envolver.

### Interés por el hermetismo
Desde siempre le habían atraído las Ciencias Ocultas y en algunos de esos estudios, sobre todo en el Rosacrucianismo, fue conducido por el Coronel José Gómez Jurado, marido de su prima Raquel Muñoz Dávila. También practicaba el hipnotismo con su hermano menor Olmedo, a quien una tarde no podía hacerlo volver en sí. Aunque no acostumbraba realizar ejercicios físicos, tenía el tórax musculado y era muy fuerte, lo que él atribuía a ciertas formas de respiración y a concentraciones mentales.
Vencía fácilmente a sus compañeros jugando al brazo, media algo más de 1.60 m. Tenía una voz de tenor excelente para recitar, su complexión era delgada, los hombros anchos, se peinaba el cabello lacio y negro hacia atrás, sin raya y a la moda tango; sus ojos negros, profundos y grandes, la boca finísima, la nariz aguileña y como era del tipo medio árabe, cuando vivió en Quito le comenzaron a decir "El Fakir". Apodo con el que ha pasado a la historia, pues contaban sus amigos que de tanto beber comía tan poco como un fakir. Por las tardes y a la salida del trabajo, paseaba por el patio familiar con un gato dormido en el hombro. En otras ocasiones leía con el gato sus "libros raros", como él llamaba a los de Ciencias Ocultas.

### Trayectoria y vida en Venezuela

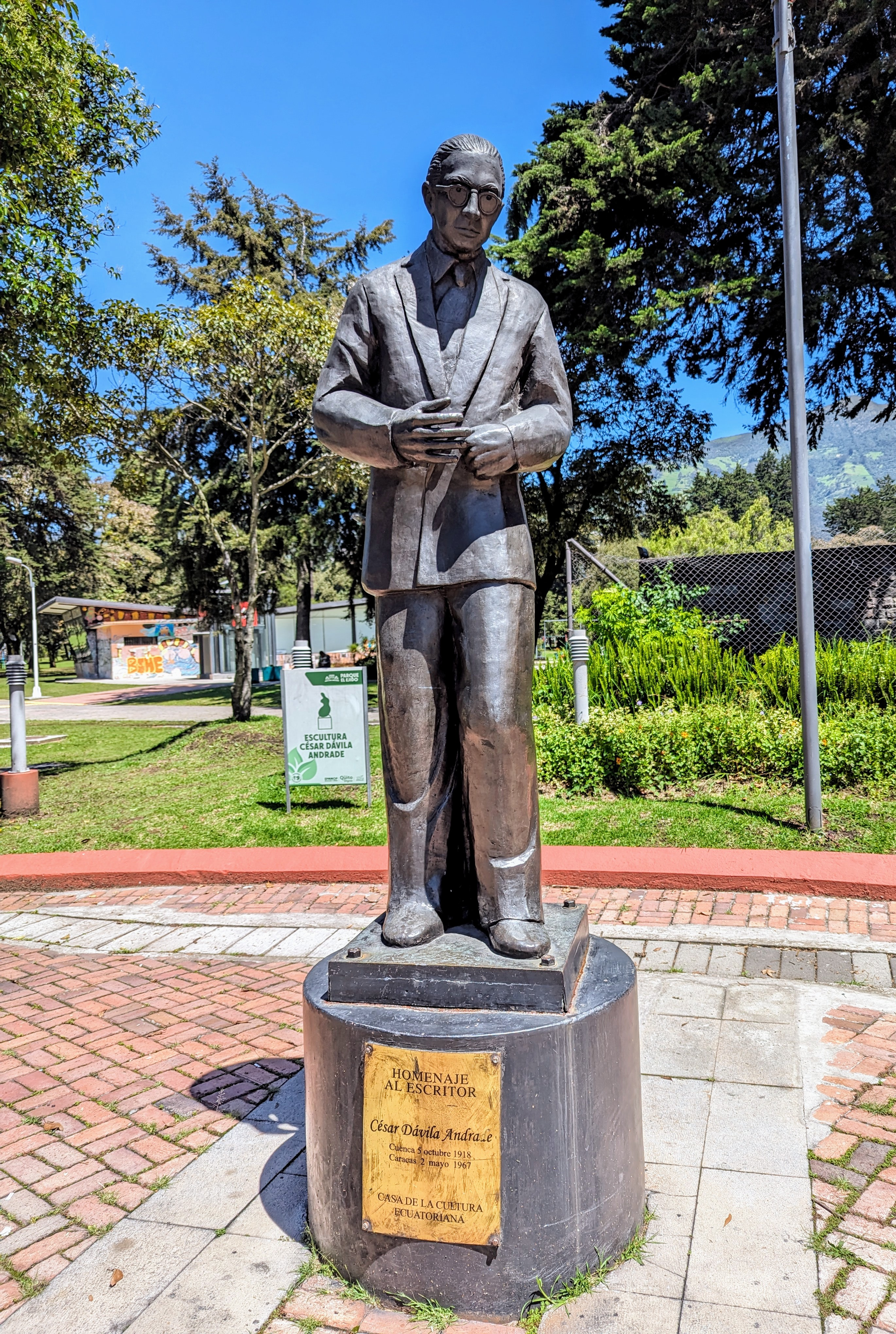
Monumento conmemorativo a César Dávila Andrade frente a la Casa de la Cultura Ecuatoriana "Benjamín Carrión".

En 1944 empezó a entrar en relación con El grupo literario Madrugada, fundado por Galo René Pérez en Quito. En la revista del grupo solían publicarse poemas, además de escritos críticos y políticos de El Fakir.
A partir del año 1945 publica cuentos, ensayos y artículos varios en la revista "Letras del Ecuador" de la Casa de la Cultura Ecuatoriana. Al año siguiente (1946) publicó más artículos, hasta que en 1956 cesó dicha publicación. Casi enseguida dio su "Oda al Arquitecto", poema diferente por sus connotaciones panteístas, de reiteraciones letánicas acordes con el tema religioso de la composición y en los estribillos, que lo sitúan como el poema Daviliano mayor de esta época, que por primera fue romántica y llena de musicalidad, con rezagos modernistas y surrealistas. A fines de año apareció su primer libro célebre intitulado "Espacio me has vencido ".
En 1955 seleccionó sus mejores cuentos nuevos y la Casa de la Cultura los publicó bajo el título de "Trece Relatos" en 182 páginas. Obra que cimentó definitivamente su prestigio del mayor poeta y cuentista de la generación, "con cuentos fuertes, adensándose hasta convertirse en ambientes calcinados, asfixiantes, que pesan sobre sus antihéroes, exasperándolos y hundiéndolos en el mal"; sin embargo, su preocupación por la enfermedad y la muerte, que ya se insinuaron en el primer libro "Abandonados en la tierra", ahora se torna en obsesión.
En 1959 leyó las Noticias Secretas de América y Las Mitas del Prof. Aquiles Pérez y apasionándose por el indio y su tragedia, escribió "Boletín y elegía de las mitas". Ese año publicó su poemario "Arco de Instantes" en donde lo incluyó; posteriormente el Boletín fue traducido al quichua por Manuel M. Muñoz Cueva y se convirtió en una poesía antológica por telúrica, americana en cuanto a épica y a lírica, a austeridad verbal. "Poesía fuerte y grande, con ritmo de tambor indígena y canto ritual. Cuadro sombrío, de tintas recargadas hasta el paroxismo, salvado estéticamente por el clima general de grandeza trágica". El resto del poemario, es decir, el "Arco de Instantes", es un salto al tiempo como tal y a lo metafísico. Dávila Andrade no perteneció a ninguna escuela literaria. Sin embargo, es preciso anotar que fue un romántico puro y tardío en sus primeros versos (Canción a la bella distante). También cultivó el expresionismo y el surrealismo. Fue influenciado por Neruda en la música de los primeros versos, y en lo telúrico de la segunda etapa de obra. En 1951 se radicó de manera definitiva en Venezuela, donde alternó su actividad literaria con una cátedra en la Universidad de los Andes de Mérida, donde conocería a Alfonso Cuesta y Cuesta.

### Últimos años
En 1960 publicó "En un lugar no identificado" y cuatro años más tarde "Conexiones de Tierra". Durante varios años se desempeñó como Adjunto Cultural de la Embajada del Ecuador, hasta que se suicidaría una mañana de mayo en 1967, con una gillette contra su yugular frente a un espejo, en Caracas. Junto a su cadáver se encontró su pensamiento postrero: "Nunca estaremos verdaderamente solos si vivimos dentro de un mismo corazón".

## Análisis de su obra

### Espacio me has vencido
El libro Espacio me has vencido es su primera publicación bajo el sello editorial de la Casa de la Cultura Ecuatoriana "Benjamín Carrión" en 1946, lugar donde ejerció el oficio de "corrector de pruebas".
En el prólogo "En el arco de tu poesía", escrito por Galo René Pérez, dice: «Oigo el cansancio profundo de una carreta llena de nostalgia y doradas gavillas, que pasa por la claridad de los caminos hacia tu aldea blanca, azulada en los bordes por el cielo de junio. Los tardos bueyes que la arrastran, tienen grande y lenta el agua de sus ojos mansos. Los vientos mezclan la luz y el polvo sobre sus pieles pardas. Caminan entre altos eucaliptos que cercan prados en donde la siega avanza con su ruido de cañas». Y al finalizar, su también amigo, afirma: «César Dávila Andrade, compañero de amados ideales, cantor dionisíaco de junio, dulce anunciador del verano, tu espíritu rompe el límite real y cae vencido de azul y de espacio. En la ciudad de Quito, junio 29 de 1946.»

### Boletín y elegía de las mitas
El poema publicado en 1959 y comparada con "Alturas de Macchu Picchu" de Pablo Neruda. Sobre dijo Rodrigo Pesantez Rodas, "es un poema de fundición, donde la historia se torna epopeya y el lirismo se vuelve monólogo y coro a la vez, para gritar la más grande profanación del siglo: la muerte y sacrificio de una raza de dioses dormida en el mito y de pronto despertada por la ambición conquistadora". Además esta obra "ha sido representada en la radio y en espectáculos como el creado por el músico Mesías Maiguashca en el 2007. El poema es adaptado para una cantata escénica con la colaboración del escritor Juan Valdano; consta de veintiséis estrofas interpretadas por un coro e instrumentos de orquesta.  A pesar de ser una obra conocida, no muestra todas las magnitudes de Dávila Andrade, porque solo es observable la tendencia indigenista y no las demás facetas literarias.

### Catedral salvaje
Catedral salvaje es un poemario de 1951 del ecuatoriano César Dávila Andrade, publicado por la editorial Amdam de Caracas. Contiene tres poemas principales: "Catedral salvaje", "El habitante" y "Vaticinio", concebidos como una trilogía de casi mil versos (353 versos el primer poema, 327 el segundo y 302 el tercero). El primer poema, el más reproducido, presenta lo telúrico andino como tema central. A juicio del poeta Iván Carvajal, corresponde a una respuesta a la publicación de Alturas de Machu Picchu de Pablo Neruda, mostrando una trayectoria poética hacia la iluminación y la consagración del instante, en contraste con la exploración genital de la tierra en Neruda.

### Arco de instantes
Arco de instantes es un poemario de 1959 del ecuatoriano César Dávila Andrade, publicado tras sus inicios en la nueva narrativa ecuatoriana con sus libros "Abandonados en la tierra" y "Trece relatos". La crítica lo considera el cierre de la segunda etapa de su obra, antes de adentrarse más en lo hermético. Este poemario complementa y responde a su anterior Catedral Salvaje, enfocándose en el tiempo y el yo poético, a diferencia del enfoque espacial de su obra previa. Poemas destacados incluyen "Consagración de los instantes" y "La corteza embrujada I".

### En un lugar no identificado
La publicación del libro En un lugar no identificado, que saldría a la luz en 1961, inaugura la tercera etapa considerada como "hermética" de la poesía de César Dávila Andrade. Este poemario, que incluye la versión definitiva de "Origen II", marca un cambio significativo en estilo y concepción poética respecto a obras anteriores. Aunque a veces considerado de transición, su riqueza poética merece una lectura atenta. El título mismo refleja la pérdida de referencias concretas, (un lugar no identificado) contrastando con la ubicación precisa de poemarios previos, como Catedral salvaje.

### En la rotación viviente del dodecahedro
Es, junto "El niño que esta en el purgatorio" los dos cuentos que fueron publicados de manera separada. Publicado en 1965, es uno de sus cuentos más importantes, y uno de los mejores ejemplos de literatura fantástica de Ecuador. Su cuento, de temática hermética, explora el destino del espíritu tras la muerte. Presenta la disolución de límites entre materia y espíritu, ejemplificada en visiones geométricas y una luna que se alimenta del dolor humano. El protagonista experimenta una distorsión espacio-temporal, con una visión simultánea del espacio similar al El Aleph de Borges. Finalmente, tras la muerte física, su alma vive una experiencia inefable de la totalidad espacio-temporal, culminando en la anulación de la conciencia.

### Cabeza de gallo
Forma parte de los tres libros de cuentos publicados, además de Abandonados en la tierra, (1952) y de Trece relatos (1955). Pertenece a la última etapa de su carrera, caracterizada por su hermetismo. Sus cuentos sin embargo son accesibles al público. El cuento que le da nombre al libro, "Cabeza de Gallo", es en realidad la recreación de una costumbre que pertenece al viejo ritual llamado el "gallo compadre", que se celebra en uno de los siete catequillas de Ecuador, el que se encuentra cerca de la ciudad de Chambo. El gallo es en realidad la sustitución de un viejo ritual que sacrificaba humanos para ofrecérselos al dios preincaico Catequil.
Según la tradición oral, los sacrificios se hacían así:

El cacique Susanga, que reinaba en este territorio, antes de la invasión incásica, tenía costumbre de festejar sus triunfos en los combates. Para ello plantaba en la colina del Dios Catequil su trofeo de guerra que era un cráneo humano en el extremo de un palo alto y puntiagudo con el fin de llamar la atención de la gente de la tribu, que de inmediato se reunían centenares de aborígenes. Tan luego que sus guerreros habían escogido la víctima, que por lo regular era un niño de pocos años, lo enterraban dejando al descubierto el cuello y la cabeza; luego comenzaban las ceremonias, su danza ritual alrededor de la víctima y por fin tenía lugar el sacrificio. Armados de masas u hachas filudas trataban, cerrando los ojos, de dar un golpe o un corte certero. Cuando la víctima era degollada, todos acudían a descuartizarla, en medio de gritos y aullidos, sacando las visceras para pintarse con la sangre, de unos a otros, ya que creían mientras se manchaban sus cuerpos, estarían libres del mal aire del sacrificado como también de los muertos del combate y entrarían a la gracia de su dios Catequil como recompensa a la brutalidad de su ofrenda.
El quishihuar o el árbol de Dios: Letras FGH

También destaca el cuento "Un centinela ve aparecer la vida", donde se presenta a ocho personajes marginales en un tren que atraviesa un paisaje majestuoso mientras el mundo se desintegra inexplicablemente. Un indio parece tener una conexión especial con los extraños sucesos, incluyendo la huida inusual de los cóndores y una enfermedad repentina que afecta a los pasajeros. El fin del mundo llega con un "mugido de la tierra" y una ola cósmica, matando a varios, pero inexplicablemente sobreviven el protagonista, el indio, una mujer negra y un leproso. Tras un diluvio, el protagonista observa un nuevo mundo formándose y una criatura fantástica emerge de una esquirla de hielo, un hecho que, aunque no sorprende al personaje, sí lo hace al lector, marcando el texto como neofantástico y apocalíptico sin causa ni redención claras.

### Ensayo daviliano
Dávila Andrade escribió numerosos ensayos sobre poesía, pensamiento oriental, pensadores y escritores trascendentales, como también aquellos donde buscaba la búsqueda del "más allá".

Entre los títulos destacan: El humanismo llamado Zen; Magia, yoga y poesía (el ensayo mejor logrado); Evocación de Omar Khayyam; Teoría del Titán Contemplativo, entre otros. A decir del último, una muestra de admiración al poeta quiteño Jorge Carrera Andrade, citamos el fragmento final:
«Había yo comprendido que su estirpe de titán contemplativo, ahogando en él la aptitud del cíclope elemental, habíale dotado de la desolada y lúcida receptividad del visionario. Y le había dado tres elementos vitales para el mágico ejercicio: Un destino, El Viaje; un órgano, La Ventana; y un estado, La Soledad.
»Era ahora un artífice caído de rodillas en el fondo de un inmenso caleidoscopio. Su única plegaria, podía concretarse así: “Señor, dame la luz con que pueda contemplar todo el mundo, átomo por átomo”.
»A veces, los ojos de granizo eterno de Heráclito, abríase en el rostro del Poeta. Era una de las etapas del contemplativo. Miraba entonces la fluencia de la naturaleza desde una ventana abierta en el sereno muro de su alma de viandante. Las formas corrían en onda innumerable. Era el curso del tiempo; el flujo de los días; el devenir ineluctable de las áureas medallas del otoño. La corola del irreductible cosmorama, giraba sin cesar…
»Pero, he aquí que, de pronto, esta facultad de ver pasar se transforma y el Poeta se siente dentro de lo observado. El conocedor y lo conocido unifícase mágicamente. Siente y sufre desde el objeto de contemplación. Mira desde el interior, reintegrándose. “Me voy mezclando, mar, a tus tumultos”, exclama mientras el oleaje lo reabsorbe. “Mi cuerpo entra en el flujo de tu eterno trabajo”.
»Las esencias le devoran y le entregan sus regazos elementales, ardientes de plasma originario. Es así, como el Poeta, desde la presencia corpórea del Universo, desciende a la Esencia universal.»***

»Había una vez un titán contemplativo…  (1948)».

## Juicios críticos

### Su obra en la literatura latinoamericana

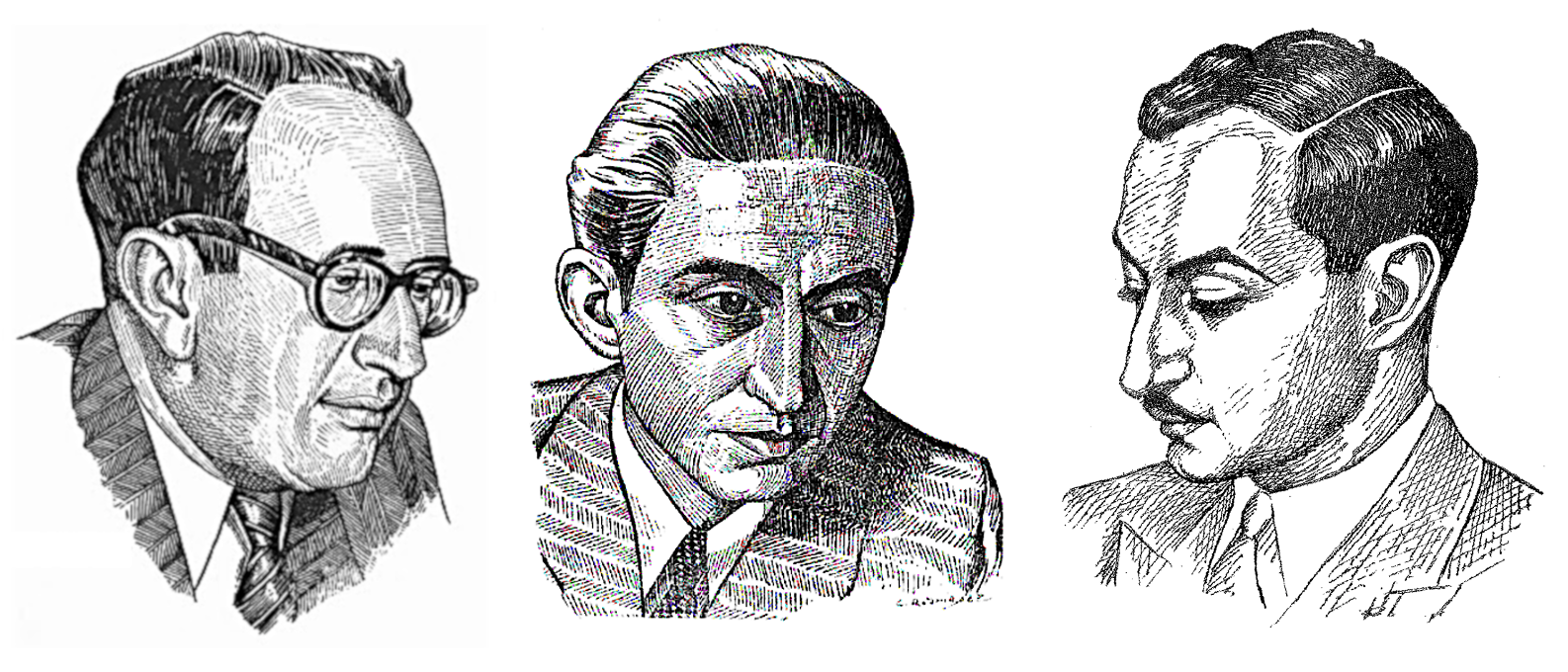
Alejandro Carrión, César Dávila Andrade y Jorge Enrique Adoum, importantes escritores de la nueva narrativa ecuatoriana en la segunda mitad del.

Miguel Donoso Pareja, realiza una breve antología para la Universidad Nacional Autónoma de México UNAM, donde dice en la nota introductoria, que: La literatura del Ecuador, podría reducirse a unos pocos nombres. Entre esos nombres que quedaron ya, no solo en la “literatura nacional” sino en la continental; está César Dávila Andrade, El Fakir, como le decían sus amigos. Fue alguien que, como señala en algún poema, vivió el enigma de las dos patrias y supo que “la conciencia del destierro” era su “único país”. Dávila Andrade escribió poesía y prosa, por lo que constituye un punto de enlace entre la narrativa de Pablo Palacio, precursor de la vanguardia ecuatoriana.  Según Donoso Pareja, después de Jorge Carrera Andrade (solo en un sentido cronológico), es el más alto poeta que ha dado el Ecuador y uno de los grandes de América Latina.
Sobre la manera de ser de Dávila Andrade Jorge Enrique Adoum diría que “parecía no necesitar de alimento”, prefería “introvertirse” un aguardiente a tomarse un caldo, y era “transparente como un ángel”. Además escribió una obra poética honda, desgarrada, laboriosa, llena de resonancias, una de las más importantes, no tenemos la menor duda de ello, de América Latina y del habla española en general. En su novela Entre Marx y una mujer desnuda, describe la siguiente anécdota:

“Un día le regalamos entre todos un par de anteojos y le hicimos daño: comenzó a descubrir la realidad, primero con asombro, luego con una desazón de astrólogo convertido en agrimensor. ‛El mundo ha sabido ser lindo’, dijo. ‛Ahora me explico la otra poesía. ¿Vos sabías, por ejemplo, que las moscas tienen patas?’ [...] Fue al campo y dijo que era un lugar atroz donde los pollos caminaban crudos”, hasta que perdió los lentes y alguien le reclamó: “¿Y los lentes, Fakir, los empeñaste para beber, no es cierto?” “Sí, hermanito, cierto es”. “Pero tú dijiste que el mundo era lindo.” “Sí”, dijo, “pero el ser humano es feo”.
Jorge Enrique Adoum sobre Dávila Andrade

### Sobre el hermetismo en su obra
De su obra hay recogida diversas opiniones y críticas, como la que León Felipe, que lo calificó como "el valor más alto de los nuevos y jóvenes poetas sudamericanos". Diego Araujo afirma que “ningún poeta ecuatoriano ha vivido la poesía con la intensidad, el religioso fervor y la entrega con la que vivió Dávila”, en el ensayo César Dávila: El dolor más antiguo de la tierra. Después añade, refiriéndose al camino del conocimiento, que César Dávila “sabía que el poeta que va por este camino no juega con literatura sino con vida”. Asimismo, Vladimiro Rivas en el estudio introductorio del libro El tiempo y las palabras afirma que “Dávila Andrade es el poeta de la iluminación: visionario, es nuestro Rimbaud y nuestro Hölderlin. Es el poeta del conocimiento esotérico, de la tierra sacralizada, de los magmas terrestres y de los tejidos biológicos”.
A su vez, César Eduardo Carrión, dice: Es Hermes quien inventa la lira y se la cede a Apolo, a cambio del cayado de oro, que luego se transformará en el caduceo. La lírica fue primero hermética y después, apolínea. Quizá, por esta razón, César Dávila se remita con sus versos a este sentido primitivo (hermético) de la poesía. Un poema no tiene por qué ser necesariamente diáfano y fácilmente inteligible (apolíneo). Pero siempre debe apelar a cierto sentido oculto para el sentido común: su significado último es siempre patético, emocional, afectivo. No hay lecturas seguras ni definitivas para los textos herméticos (para casi ningún poema importante). No existe criterio de autoridad al que se pueda acudir fácilmente, cuando se lee los desconcertantes versos de Dávila Andrade. Por esa razón Carrión diría que "La poesía daviliana es hermética por estas razones, no porque las escribiera un suicida desesperado (encima alcohólico), lleno de ideas religiosas orientales. Si algún rapto místico existe en los poemas de Dávila Andrade (emanado de sus intereses religiosos), es aquel que invita a la Consagración de los instantes, como sugiere uno de sus poemas."

## Tributos

### En la literatura
Su figura ha servido a distintos narradores y dramaturgos ecuatorianos para sus ficciones. En el caso de la novela, Jorge Enrique Adoum, sitúa a un trasunto de César Dávila Andrade en la trama de Entre Marx y una mujer desnuda (1976) y Eliécer Cárdenas (1950), lo introduce en la trama apócrifa de El pinar de Segismundo (2008). El sobrino del poeta, y el mayor especialista en su obra, Jorge Dávila Vázquez (1947), le erigió en 1991 en protagonista de una obra teatral, Espejo roto, y ha dedicado, asimismo, un relato a César Dávila Andrade, “Ángel sin misión”.

### En la música
En 1998 ya advertía Dávila Vázquez que el poema panfletario Boletín y elegía de las mitas, “ha alcanzado, como ningún texto poético ecuatoriano, unos modos de difusión excepcionales: el teatro y la música”. El autor se refería entonces a dos aportaciones, la dramática de Fabio Paccioni y la musical de Edgar Palacios. En primer lugar, Dávila Vázquez alude a la escenificación del poemario de acuerdo con la dramaturgia y dirección de Fabio Paccioni que había llegado a Ecuador en 1964, invitado por el gobierno para incentivar la escena teatral nacional. Su versión escenificada de Boletín y elegía de las mitas, cuyo éxito conoció el poeta por una misiva de Vladimiro Rivas (1944) fue estrenaba en marzo de 1967 por la compañía Teatro Ensayo de la Casa de la Cultura Ecuatoriana de Quito. El poema ha servido como base para la creación de dos cantatas por los compositores Edgar Palacios (la aludida por Dávila Vázquez) y Mesías Maiguashca. Así, Palacios (1940), compuso en 1968 la “cantata popular ecuatoriana” Boletín y elegía de las mitas para coro, solistas y piano, que posteriormente orquestaría, en su versión definitiva para orquesta sinfónica, coro polifónico, solistas y declamador y que fue estrenada el 13 de diciembre de 1990 en el Teatro Nacional Sucre de Quito bajo la dirección de Álvaro Manzano. Maiguashca (1938) compuso la “cantata escénica”, asimismo titulada, Boletín y elegía de las mitas, en un larguísimo proceso abierto en Buenos Aires en 1963 y concluido en Friburgo en 2004. La obra fue estrenada en el Teatro Nacional Sucre de Quito el 25 de octubre de 2007 por la Orquesta de Instrumentos Andinos del Municipio de Quito, así como por tres coros, un ensamble de objetos sonoros de madera diseñados por el propio compositor y su hijo, Gabriel, y un tratamiento electroacústico en tiempo real, bajo la dirección del compositor ecuatoriano Jorge Oviedo Jaramillo (1974). Maiguashca, quien alcanzó a conocer a César Dávila Andrade en una ocasión siendo muy joven, decidió musicalizar el poema por su extraordinaria potencialidad de “comunicación sobre un tema traumático de los ecuatorianos” , la cuestión del maltrato al indígena.
En 2016, Kevin Cuadrado dirigió el disco Tarea poética: Fonografías de César Dávila Andrade, musicalizando seis poemas del autor en diversos géneros. Esteban Gómez musicalizó "Espacio me has vencido" como una balada acústica hablada, mientras que Los hermanos Gutiérrez interpretaron "Atemporal" en mambo. Andrés Álvarez y José David Pérez llevaron "Encuentros" al indie folk, Ismael Rodríguez convirtió "Tiempo imperceptible" en un pasillo, Jerson Morán Landazuri rapeó "La Nave", y Alexis Ortega y Arthur Parra fusionaron "Batallas del silencio" con funk. Esta producción demuestra la influencia continua y diversa de César Dávila Andrade en la creación artística ecuatoriana contemporánea, reflejando la profunda pasión y el impacto de su obra.

### En el arte

Retrato de César Dávila Andrade, óleo de Oswaldo Guayasamín.

El pintor Patricio Palomeque (1962) le dedicó una obra titulada  Gillete (1992, acrílico sobre lienzo, 100 x 80 cm). Se trata de una referencia al instrumento del que se valió para su suicidio, en medio de una atmósfera sombría y surreal, que mezcla colores cálidos (rojos) y fríos (azules).
En marzo de 2014, Palomeque ha expuesto dos obras. El primero sin título S/t (2014, plancha de hierro perforada, 30 x 70 x 25 cm) consiste en una plancha de hierro en la que se han perforado, en el término superior, las letras que forman el título de la obra, Catedral salvaje, y en el inferior, las que integran uno de los versos de su primera parte; “Aquí no envejecen las murallas ni los ídolos!”.  La segunda de las obras procede a una reproducción fotográfica del perfil urbano de Cuenca, tomada por él mismo, del que destaca su catedral, mediante un mecanismo digital que crea su cromatismo por la mayor o menor intensidad de la escritura que llena la integridad de la imagen y que es el poemario Catedral salvaje.
Fernando Falconí, Falco (1979) se ha servido de la obra de César Dávila Andrade para rendir tributo al escritor en el diario sensacionalista Extra. Su trabajo, al que bautizó como Textículos Revueltos consistió en la inserción en las páginas de este periódico durante los jueves del mes de junio de 2002 (los días 6, 13, 20 y 27),  y como si de sucesos se tratara, de dos relatos de César Dávila Andrade y otros tantos de Pablo Palacio. En efecto, la relación es la siguiente: la crónica publicada el 6 de junio, Un hombre muerto a puntapiés corresponde al relato homónimo de Pablo Palacio. La publicada el 13 de junio, “La muerte del monstruo”, constituye una versión de la narración homónima de César Dávila Andrade. El falso reportaje aparecido el 20 de junio, “La autopsia” se basa en el relato de César Dávila Andrade “La autopsia (esquema)” y la crónica “El antropófago”, publicada el 27 de junio, se corresponde con el relato homónimo de Pablo Palacio. Con la inserción de estas versiones de los relatos, Falco llama la atención sobre la naturaleza de la “crónica roja”, sobre el contenido desbordantemente violento de sus sucesos y nos enfrenta con el problema de la veracidad de la información. Ante la queja de los lectores que pensaron que se trataba de una noticia real, se debió publicar una "aclaración pertinente".
Finalmente, Daniel Chonillo (1984), ha realizado una obra de videoarte Cabeza de gallo (2007, 1′ 38”), empleando la técnica de la animación tradicional basándose en el relato homónimo de César Dávila Andrade. La obra es notable por su desnudo dibujo confeccionado exclusivamente por siluetas, logrando que sus líneas se crucen de manera verosímil por la falta de corporeidad de los personajes y los escenarios.

### En el cine

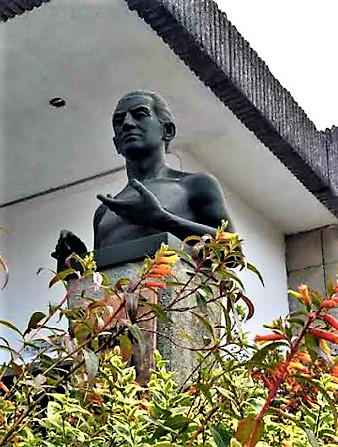
Busto de César Dávila Andrade en la entrada a la Facultad de Filosofía de la Universidad de Cuenca, con el busto desnudo del personaje, alude a sus inquietudes metafísicas y su afición por las culturas orientales.

Después de haber filmado Arcilla indócil (1982), que fue editada en cámara, y La última erranza (1985), basadas ambas en obras literarias, los relatos homónimos de Arturo Montesinos Malo y Joaquín Gallegos Lara, respectivamente, Carlos Pérez Agustí dirigió Cabeza de gallo en 1989, para la que trabajó con El Taller de Cine de la Universidad de Cuenca. La película reconoce en sus créditos el débito hacia el poeta, “según una idea tomada del relato de César Dávila A.”
La película sigue a un sacerdote que aboga por la liberación del pecado social y la esperanza. La trama se centra en una comunidad indígena en busca de justicia, filmada por estudiantes, cuyo ritual es interrumpido por un incendio accidental en la iglesia. A pesar de esto, la autoridad local acusa falsamente a los cineastas. La película culmina trágicamente con el asesinato de Tenesaca, quien había liberado al gallo como símbolo de la liberación del pueblo oprimido, mientras el corrupto Teniente Político trama su venganza. La obra, a pesar de su sencillez técnica, se considera un ejemplo de intertextualidad con la lucha por la reparación presente en la poesía de Dávila Andrade.
En 1994, Carlos Pérez Agustí codirigió con Pablo Carrasco el documental César Dávila Andrade. Ángel sin cielo, que presenta testimonios del hermano del poeta y de los escritores Efraín Jara Idrovo y Jorge Dávila Vázquez. El documental recorre la vida de Dávila Andrade, desde una juventud marcada por el sufrimiento hasta su trágico final en Caracas, sugiriendo que su bohemia y pulsión autodestructiva influyeron en su destino. A lo largo de la película, se declaman fragmentos de ocho poemas no cronológicos, incluyendo "Ciudad a oscuras" y "Invitación a la vida triunfante". El documental concluye con una nota esperanzadora y destaca la profunda influencia de Dávila Andrade en la poesía ecuatoriana, resaltando su trabajo con el lenguaje y su superación de la Generación del 30.
El documental El centinela. Imagen de César Dávila Andrade, dirigido por Juan Pablo Ordóñez, Melina Wazhima y Mario Rodríguez Dávila para un festival de poesía en Cuenca en 2009, presenta una visión estéticamente creativa del poeta. A lo largo de sus diecinueve minutos, incluye testimonios de escritores que conocieron a Dávila Andrade, como Efraín Jara Idrovo, Jorge Enrique Adoum y Edmundo Aray. Además, se escuchan fragmentos de sus poemas, recitados en primer plano por diversas voces, incluyendo la poetisa Siomara España y el artista Fernando Falconí. Este trabajo ofrece una perspectiva íntima y artística del legado del poeta ecuatoriano.

## Centenario
En 2018 se celebró el centenario de César Dávila Andrade (1918-1967). A sus libros se suma una personalidad mística, que lo llevó a indagar y buscar constantemente en las religiones y filosofías orientales, en movimientos artísticos, en creencias y mitos ancestrales de orígenes antiquísimos y, en las cimas de las ciencias ocultas, para amasarlos, amalgamarlos y transferirlos a su particular mirada de la vida, el dolor y el silencio que se revelan en toda su obra. Se reunió textos de distinto tono y de diversa hondura, que abordan y analizan las variadas características de la obra poética, narrativa y del epistolario de César Dávila Andrade. En junio de se presentó el libro "César Dávila: Distante presencia del olvido" que contiene tres ensayos y veinticinco poemas del Fakir, así como trece dibujos de la artista plástica venezolana, Bettina Uzcátegui, uno de los amores de Dávila Andrade. Además de fotografías de libros y cuatro poemas musicalizados en formato MP3, que fue ofrecido de manera gratuita al público. En el libro se contó con los ensayo de los escritores: José Gregorio Vásquez (Venezuela), Jesús David Curbelo (Cuba), Mario Pera (Perú), José Eugenio Sánchez (México) y los ecuatorianos Jorge Dávila Vázquez, Kevin Cuadrado, Edwin Madrid, César Eduardo Carrión, Aleyda Quevedo Rojas, Maritza Cino Alvear, Myriam Merchán Barros, Gustavo Salazar Calle, César Chávez Aguilar.
Edición está a cargo de Mario Pera y Vallejo & Co. Y ha contado con la Coordinación editorial y curaduría del Proyecto «Coloquios Homenaje a César Dávila Andrade en su Centenario» de Aleyda Quevedo Rojas y la Corrección de textos y asistencia de producción de Kevin Cuadrado.
La escritora María Augusta Vintimilla dijo sobre la recepción de su obra y la crítica:

"César Dávila Andrade ha sido durante décadas un poeta secreto, y no sólo en la tradición poética hispanoamericana, sino inclusive dentro de las fronteras de su propio país. En un artículo reciente, el poeta mexicano David Huerta dice de él que ha permanecido oculto hasta para las inmensas minorías de los lectores latinoamericanos: “él mismo y sus escrituras – escribe Huerta– se han extraviado real y totalmente en la víscera convulsa de una cacería”. Y en el Ecuador nos queda la sospecha de que ha sido un poeta admirado pero solitario. Inclusive cuando es objeto de celebraciones y homenajes, hay una vasta zona de su poesía que permanece inaudible, y son pocos los lectores dispuestos a perderse –y reencontrarse – en esa poesía fascinante, extraña y poderosa que, aún ahora, a cien años de su nacimiento, continúa existiendo calladamente en una línea de sombra del canon ecuatoriano, como si su poesía llevara una señal de extranjería que la hace inapropiable.
María Augusta Vintimilla - Distante presencia del olvido

Además sobre las etapas de su obra y la tercera que es considerada "hermética", se expresó de la siguiente manera:

Y también es cierto que unos cuantos poemas –escritos entre los años treinta y los cincuenta– han escapado al mutismo de los lectores y la crítica: “Oda al arquitecto” (1946), “Catedral Salvaje” (1951), “Boletín y elegía de las mitas” (1960), y unos pocos más pertenecientes a los poemarios Espacio, me has vencido” (1947) y Arco de instantes(1959). Pero a partir de Conexiones de tierra, y sobre todo desde ese libro desconcertante titulado En un lugar no identificado (1962), seguidos por La corteza embrujada (1965) y los poemas recogidos póstumamente en el libro Poesía del Gran Todo en polvo (1967), Dávila Andrade emprende un camino sin retorno, que la crítica ha bautizado de “hermético”; y aunque sus líneas maestras ya estaban insinuadas en sus poemarios anteriores como un acorde secundario, se vuelven luego dominantes, con una escritura tensada hasta el extremo, con un universo enrarecido poblado de imágenes donde los significados se entrecruzan y colisionan en los límites mismos del sentido y por momentos parece precipitarse en el abismo del silencio y de la nada.
María Augusta Veintimilla - Distante presencia del olvido

Culmina defendiendo la búsqueda de lo hermético como una parte fundamental del quehacer poético:

Quienes impugnan el hermetismo daviliano coinciden en un punto: su oscuridad sería un resultado exterior, accidental, indeseado e indeseable, que deteriora el conjunto de su obra poética y la hacen inabordable.  Pero este carácter enigmático ¿proviene realmente de una simbología esotérica? ¿O es más bien un constitutivo esencial de sus búsquedas poéticas? Es cierto que las exploraciones de Dávila se desvían de la tradición central: no es occidente sino oriente; no es el racionalismo moderno con el avance arrollador de la ciencia y la técnica que aniquila toda otra forma de pensamiento, sino una apelación a otras formas de saber que provienen de la intuición, del deseo, de las revelaciones que subsisten en los repliegues del mundo profano; no es el vértigo de las ciudades tumultuosas sino los largos silencios y vacíos que reposan en el fondo de cualquier pregunta por la existencia; como si allí – en ese lugar no identificado– nosotros, los andinos, pudiéramos descubrir nuestra propia imagen, nuestra propia lengua.
María Augusta Veintimilla - Distante presencia del olvido

Así también, la revista cubana de la Casa de las Américas en su número 292, publicó el extenso ensayo de Vintimilla: "La piedra dentro de un durazno. César Dávila Andrade en un lugar no identificado".

A esa actividad productora de sentidos nos convoca la obra de Dávila: la experiencia poética solo existe y se realiza en la intimidad del poema y en la intimidad de su lectura.

## Obras

Obras completas de César Dávila Andrade (1984). La portada incluye un retrato del autor pintado por Oswaldo Guayasamín. El interior contiene ilustraciones de Eduardo Kingman.

La edición de las obras completas del autor fue acometida por el Banco Central del Ecuador y la Pontificia Universidad Católica del Ecuador en 1984, en una edición de dos tomos, bajo la dirección de Jorge Dávila Vázquez.
- La vida es vapor, poema (1934)
- El niño que esta en el purgatorio, cuento (1945)
- Canción a Teresita, poema (1946)
- Oda al arquitecto, poema (1946)

- Espacio me has vencido, libro de poesía (1947)
- Catedral salvaje, libro de poesía (1951)
- Abandonados en la tierra, libro de cuentos (1952)
- 13 relatos, libro de cuentos (1955)
- Boletín y elegía de las mitas, libro de poesía (1959)
- Arco de instantes, libro de poesía (1959)
- En un lugar no identificado, libro de poesía (1962)
- Conexiones de tierra, libro de poesía (1964)
- En la rotación viviente del dodecaedro, cuento (1965)
- La corteza embrujada y otros poemas, libro de poesía (1966)
- Cabeza de gallo, libro de cuentos (1966)
- Poesía de El Gran Todo en polvo, libro de poesía (1967)
- Materia Real, libro de poesía póstumo (1970)
- Pacto con el hombre y otros cuentos, póstumo (1971)
- Ensayos publicados